# Батумские курды
Бату́мские ку́рды (курд. Kurdên Batimlî; самоназвание: Kurmanç), более известные как Дже́чи (курд. E'şîra Cêçiyan) — небольшое исламизированное племя курдов, представляющее из себя особую этнотерриториальную группу, сформировавшуюся в пределах области Батуми в современной Грузии. В 1944 году были депортированы вместе с турками-месхетинцами в Казахстан и Среднюю Азию.

## Состав
Джечи, как и другие аширеты курдов, подразделяются на несколько родов, вместе составляющих племенную группу.
Некоторые из родов:
- Mêxsû
- Şavan
- Elê
- Sorgeç

## История
Первоначально джечи придерживались религии езидизм, сочетающую в себе элементы многих религий — ислама, христианства (несторианства), зороастризма и иудаизма. Местом исконного обитания племени являлись территории вилайета Мосул (современный северный Ирак, Южный Курдистан).
В XVIII веке представители племени были захвачены в плен османскими войсками. Около трех тысяч человек были заключены в тюрьму Диярбакыра, которая была известна во всей Османской империи как дом самых суровых приговоров.
В Диярбакыре племя было исламизировано, а дальше происходил процесс тюркизации. Находясь в плену около века, большинство приняли турецкую идентичность, а другая часть — смогла спастись уйдя в горы. Через реку Gunî они нашли укрытие на горе Zaza, возле которой жили, где и произошло формирование батумских курдов как этнотерриториальной группы. В Батуми курды свободно говорили на турецком языке, были также частые браки с турками-месхетинцами.
По первой всеобщей переписи населения Российской Империи (1897 г.), в Батумском округе проживало 1,699 курдов (1,92 %). К 1926 г. их численность составляла 1,745 чел. (2,6 %), а к 1939 г. существенно увеличилась до 4,212 чел. (2,1 %).
В Аджарии курды вели полукочевой образ жизни. Около двухсот дымов располагались на яйлах между озером Шави Тба и горами Саричаир, рядом с шавшетцами. Их молочные продукты славились среди местного населения. Женщины, отличавшиеся большой красотой, в быту были более свободны, чем аджарки. Они ткали ковры, сукно. Шатры курдов были разделены на две части. В одной жили, в другой — выделывали масло и сыр. Скот держали отдельно. К зиме они спускались в долину и поселялись вблизи Батуми, в Кахабери.
В ноябре-декабре 1944 г. курды из Батуми, как и другие мусульманские курды, жившие в приграничных с Турцией районах, были депортированы в Среднюю Азию, в частности на территории сегодняшних Казахстана и Киргизии. До насильственной депортации джечи проживали на территории Аджарской АССР в Батумском, Хелвачаурском, Кобулетском, Махарадзевском районах, в сёлах Ахалисопели, Гонио, Кахабери, Чарнали, Чолоки, Натанеби, Нагмаури, Чрусия и др.
Батумские курды зачастую имеют турецкие фамилии, оканчивающиеся на -оглы (к примеру, Гуржи-оглы).
По данным НКВД, осенью 1944 г. из Южной Грузии в Казахстан и Среднюю Азию было выселено примерно 9,8 тыс. курдов, их них приблизительно 5 тыс. были Батумскими курдами. Возможно, реальное число выселенных было гораздо большим, ибо у людей в то время не было не только паспортов, но и даже справок из сельсовета; государственная граница с Турцией была вполне прозрачна, и многие ее без особого труда пересекали в обоих направлениях. Местные власти вполне могли манипулировать статистикой и данными учётов, особенно в горячке массового выселения. Всякая власть всегда замалчивает следы своих преступлений и заведомо преуменьшает свои злодеяния. Неграмотные люди из Джечей, жившие многодетными семьями, занимавшиеся в основном скотоводством и не имевшие своих представителей во власти, в одночасье были окружены войсками НКВД. Их погрузили в вагоны для скота и отправили в ссылку. Во время депортации в железнодорожных составах и по прибытии на местах умерли от голода, холода и болезней от 25 до 45% батумских курдов. Известно, что без вести пропали целые семьи, и родственники до сих пор не могут отыскать их следов. Ccылка и специальный надзор над депортированными курдами продолжались до конца 50-х годов.
Начиная с 1990-х гг., как результат череды внутрисоветских миграций в период распада СССР, многие семьи массово начали селиться в Россию, в частности в шести субъектах РФ.

## Расселение

### Турция
На территории дальнего зарубежья, джечи проживают только в Турции. В городах Хопа, Самсун, Бафра и других районах на востоке черноморского побережья живет приблизительно 5,000 чел. представителей. Однако, если брать тех, которых тюркизировались, то их число будет составлять по оценкам ок. 38—68 тыс. чел., в основном в городе Диярбакыр и на западе Турции.

### Казахстан
- Алмаматинская, Джамбульская, Талды-Курганская, Чимкентская области — 6,000 чел.

### Кыргызстан
- Ошская, Джалал-Абадская, Таласская области — 5,000 чел.

### Россия
- Краснодарский край (Апшеронский, Белореченский, Туапсинский, Курганинский р-ны) — 2,000 чел.
- Орловская область (Залегощенский р-н) — 2,000 чел.
- Ростовская область (станция Лихая) — 80 чел.
- Саратовская область — 70 человек.
- Тамбовская область — 65 человек.
- Тульская область — 50 человек.

### Грузия
- Хелвачаурский и Батумский р-ны Аджарии (села Ахалисопели и Супса) — 115 чел.

### Азербайджан
- Хачмасский район — 100 человек.

## Язык
Говорят на курманджи, — самом распространенном диалекте курдского языка. Однако их племенной говор существенно отличается от остальные курдов СНГ, говорящих на сархади.
Некоторые различия трактуются тем, что их предки проживали на землях северо-запада современного Ирака. Однако в основном расхождение является следствием территориальной изоляцией от остальных курдов и большого количества тюркизмов, объясняемых вековым заключением в тюрьме Диярбакыра и соответствующей принудительной тюркизацией в ней. Также существуют заимствования из грузинского языка.
| Слово на русском | Батумские курды | Армянские езиды (курманджи) | Буруканские курды (курманджи) | Эрбильские курды (сорани) | Грузины             | Турки       |
| ---------------- | --------------- | --------------------------- | ----------------------------- | ------------------------- | ------------------- | ----------- |
| Корова           | Mengê           | Çêlek                       | Çêlek                         | مانگا (Manga)             | Ძrokha (Ძროხა)      | İnek        |
| Парень           | Biçok           | Xort                        | Xort                          | خۆرت (Xort)               | Bich’i (ბიჭი)       | Oğlan       |
| Спасибо          | Saxol           | Zehf razî me                | Spas / Zehf razî me           | سوپاس (Supas)             | Გmadlobt (Გმადლობთ) | Teşekkürler |
| Тише             | Sûs             | Hiş                         | Hiş                           | هێمن (Hêmn)               | Mok’et’e (მოკეტე)   | Sus         |
| Отец             | Apo             | Bavo                        | Bavo                          | باوک (Bawk)               | Mama (მამა)         | Baba        |
| Дедушка          | Apê Kal         | Kalo                        | Kalik                         | باپیر (Bapir)             | Babua (ბაბუა)       | Büyük baba  |
| Дверь            | Kepik           | Derî                        | Derî                          | دەرگا (Derga)             | K’ari (კარი)        | Kapı        |

## Антропология
Батумские курды отличаются от остальных курдов бо́льшим процентом голубоглазых и светлых представителей. Среди них темные встречаются реже. Это может основываться эндогамией их предков, которые жили в горах современного ареала проживания иракских езидов.